# Isac Lidberg
Isac Alexi Sivert Lidberg (Stockholm, 8 september 1998) is een Zweeds voetballer die bij doorgaans als centrumspits speelt. In 2015 maakte hij in de Allsvenskan namens Hammarby IF zijn debuut in het betaalde voetbal. Na in Nederland achtereenvolgend bij Go Ahead Eagles en FC Utrecht gespeeld te hebben, tekende hij in augustus 2024 bij het Duitse SV Darmstadt 98. In 2024 maakte hij zijn debuut voor Zweden.

## Clubcarrière

### Hägersten SK & Hammarby IF (Jeugd)
In zijn vroege jeugd begon Lidberg met voetballen bij Hägersten SK. Om zich te verbeteren maakte hij op elfjarige leeftijd de overstap naar de jeugdacademie van profclub Hammarby IF om op 15-jarige leeftijd zijn debuut te maken in de Onder-19 van de Stockholmse club. Op 20 september 2014 speelde hij mee in de met 3-0 verloren uitwedstrijd tegen zijn leeftijdsgenoten van GIF Sundsvall.

### Hammarby IF (Onder-21)
Voor aanvang van het seizoen 2015 tekende Lidberg op 16-jarige leeftijd een driejarig contract. Hij werd speler van de selectie Onder-21 en trainde regelmatig mee met het eerste elftal. In de vijfde competitieronde startte hij op 14 april voor de eerste keer in de basis tijdens de 2-1 gewonnen thuiswedstrijd tegen de Onder-21 van IFK Nörrkoping. De volgende wedstrijd maakte hij zijn eerste en tweede doelpunt tijdens de met 1-3 gewonnen uitwedstrijd bij Åtvidabergs FF. Hij speelde in totaal zeven wedstrijden waarin hij vijf doelpunten wist te maken. Door de derde plaats in de competitie speelde hij met Hammarby in de play-offs en strandde in de poule-fase. Lidberg scoorde in deze wedstrijden driemaal. In het seizoen 2016 speelde Lidberg zes keer in de Onder-21 en maakte drie doelpunten. Hammarby plaatste zich wederom voor de play-offs waarin de finale werd gehaald. Door twee doelpunten van Lidberg werd deze met 4-0 gewonnen van IF Brommapojkarna. Hij speelde in 2015 twaalf wedstrijden in de Onder-21 en maakte zeven doelpunten.

### Hammarby IF/Enskede IK
In het seizoen 2015 debuteerde Lidberg op zestienjarige leeftijd in het eerste elftal van Hammarby, waarmee hij het record van jongste speler van Hammarby in de Allsvenskan in handen kreeg. Dit debuut vond plaats op 13 juli 2015, in de met 3-0 gewonnen thuiswedstrijd tegen Falkenbergs FF. Hij kwam in de 89e minuut in het veld voor Linus Hallenius. De rest van het seizoen bracht trainer Nanne Bergstrand hem alleen in tijdens de laatste wedstrijd van het seizoen tegen Halmstads BK. Hij kwam zeven minuten voor het einde in het veld voor Jakob Orlov. Het seizoen 2016 was voor Lidberg één met vele wisselingen. Hij begon het seizoen met twee wedstrijden in de Onder-21 van Hammarby. In Zweden gelden speciale regels voor jeugdspelers waardoor Hammarby hem kon verhuren aan Enskede IK en hij ondertussen kon blijven meetrainen en zelfs wedstrijden mocht blijven spelen voor Hammarby. Op 23 april maakte hij zijn eerste minuten in op het derde niveau van Zweden, de Ettan Norra. Hij kwam 14 minuten voor het einde binnen de lijnen voor Enskede IK tijdens de met 3-1 verloren wedstrijd tegen Umea FC. Een week later stond hij in het basiselftal in de thuiswedstrijd tegen Piteå IF. In de met 3-1 gewonnen wedstrijd maakte hij zijn eerste doelpunten. Hij trof tweemaal. Hij kwam in totaal 16 keer in actie voor Enskede IK waarin hij zes keer wist te scoren. Na de zomerstop kwam hij een paar keer in actie in het eerste van Hammarby. Dit bleef beperkt tot een aantal invalbeurten.

### Åtvidabergs FF
Voor aanvang van het seizoen 2017 tekende Lidberg een contract voor drie jaar bij Åtvidabergs FF. Hij debuteerde in de openingswedstrijd van het seizoen. Hij kwam in de 58e minuut in het veld tijdens de met 4-0 verloren uitwedstrijd tegen IFK Värnamo. In de 90e minuut kreeg hij twee keer geel waardoor hij het einde van de wedstrijd niet haalde. Na een wedstrijd schorsing maakte hij in de derde competitieronde zijn eerste doelpunt. In de met 2-1 verloren uitwedstrijd tegen Örgryte IS scoorde hij in de 41e minuut. Hij miste wegens liesklachten een aantal wedstrijden waardoor hij in het gehele seizoen 22 keer in actie kwam. Hierin scoorde hij 5 doelpunten. Hij eindigde met Åtvidabergs FF op de 16e plaats waardoor de club degradeerde. Vanwege een clausule kon hij zijn contract laten ontbinden.

### IK Start
Lidberg maakte voor het seizoen 2018 de overstap naar hetNoorse IK Start. Hij tekende een contract voor twee jaar. Hij speelde een aantal wedstrijden mee tijdens de voorbereiding waarin hij in het eerste oefenduel wist te scoren. Hij werd meegenomen naar het trainingskamp in Marbella. Trainer Mark Dempsey zag geen basisplaats voor hem weggelegd en besloot dat het voor zijn ontwikkeling beter was om hem te verhuren. Voor de eerste helft van het seizoen 2018 verhuurde de club uit Kristiansand hem aan het een divisie lager spelende FK Jerv. In augustus keerde Lidberg terug bij IK Start, waarna hij in de eerste oefenwedstrijd tegen Vindbjart wist te scoren. Het lukte hem wederom niet om een basisplaats te veroveren, waarna hij voor de tweede seizoenshelft opnieuw werd verhuurd. Dit keer aan HamKam, dat net als FK Jerv in de 1. divisjon speelde. In de voorbereiding op het seizoen 2019 was Lidberg weer onderdeel van de selectie van het eerste elftal van IK Start Hij speelde onder andere mee tegen zijn “oude” club FK Jerv. Vanwege weinig kans op speelminuten verhuurde de Noorse club hem voor het gehele seizoen aan de Zweedse club IF Brommapojkarna. Bij terugkomst aan het einde van de verhuurperiode besloot hij om een vervolgstap te gaan maken met meer kans op speeltijd.

#### Verhuur aan FK Jerv
Tijdens de tweede competitieronde maakte hij zijn debuut voor de club uit Grimstad. Op 8 april kwam hij in de 78e minuut in de ploeg tijdens de met 1-1 gelijk gespeelde thuiswedstrijd tegen Ullensaker/Kisa IL. Hij speelde meestal als invaller dertien wedstrijden waarin hij niet tot scoren kwam voordat hij terugkeerde naar IK Start. In het tweede gedeelte van het seizoen 2018 kwam hij uit voor HamKan. Op 19 augustus stond hij voor de eerste keer in het basiselftal bij de ploeg uit Hamar tijdens de met 1-0 verloren uitwedstrijd tegen Nest-Sotra Fotball. Hij werd in de 72e minuut gewisseld. Op 4 november stond hij voor de laatste keer op het veld voor deze club. Hij deed 1 minuut mee in de uitwedstrijd tegen Sandnes Ulf. Hij speelde in totaal vijf wedstrijden voor HamKam waarin hij niet tot scoren kwam.

#### Verhuur aan HamKam
Op 19 augustus stond hij voor de eerste keer in het basiselftal bij de ploeg uit Hamar tijdens de met 1-0 verloren uitwedstrijd tegen Nest-Sotra Fotball. Hij werd in de 72e minuut gewisseld. Op 4 november stond hij voor de laatste keer op het veld voor deze club. Hij deed 1 minuut mee in de uitwedstrijd tegen Sandnes Ulf. Hij speelde in totaal vijf wedstrijden voor HamKam waarin hij niet tot scoren kwam.

#### Verhuur aan IF Brommapojkarna
Op 27 april maakte hij zijn debuut voor de club uit Bromma. Hij kwam 11 minuten voor het einde op het veld tijdens de met 2-1 gewonnen thuiswedstrijd tegen Halmstads BK. Op 11 mei stond hij voor de eerste keer in het basiselftal tijdens de met 2-3 verloren thuiswedstrijd tegen Degerfors IF. Hij speelde 73 minuten mee. Eén week later maakte hij zijn eerste doelpunt. In de met 1-1 gelijk gespeelde uitwedstrijd tegen IK Frej scoorde hij na 8 minuten uit een rebound de openingstreffer van de wedstrijd. Op 5 oktober speelde hij zijn laatste wedstrijd. Hij deed 9 minuten mee in de uitwedstrijd tegen Degerfors IF. In de laatste drie wedstrijden van het seizoen kwam hij niet meer in actie en eindigde zijn verhuurperiode waardoor hij weer terugkeerde bij IK Start.

### Gefle IF
Lidberg maakte voor het seizoen 2020 de overstap naar Gefle IF. Een voetbalclub uit de Ettan Norra (3e niveau Zweden) uit de stad Gävle. In de eerste vier competitieronden wist hij elke keer te scoren. Hij scoorde tegen Sollentuna FK, Team TG FF, IK Frej en IFK Haninge. Aan het einde van het seizoen stond hij op 19 doelpunten in 25 wedstrijden, waarvan hij de meeste als basisspeler begon. Door zijn succesvolle optreden leek hij een overgang naar het Deense Lyngby te maken maar dat ketste uiteindelijk af waardoor hij het seizoen 2021 bij Gefle bleef. Hij kwam in de eerste seizoenshelft 13 wedstrijden in actie waarin hij drie keer wist te scoren. Op 27 juni speelde hij zijn laatste wedstrijd. Hij speelde 90 minuten mee in de met 1-0 verloren uitwedstrijd tegen Örebro Syrianska IF.

### Go Ahead Eagles
Door zijn vele doelpunten bij Gefle IF kwam hij op het netvlies van Go Ahead Eagles, waar hij in 2021 een contract voor één jaar met een optie voor nog een jaar tekende. Hij debuteerde in de Eredivisie op 13 augustus 2021, in de met 0-1 verloren thuiswedstrijd tegen sc Heerenveen. Op 16 oktober 2021 werd hij in de met 4-2 gewonnen thuiswedstrijd tegen Heracles na ingrijpen van de VAR uit het veld gestuurd nadat scheidsrechter Richard Martens een elleboogstoot in het gezicht van Marco Rente was ontgaan. Hij werd voor vier wedstrijden geschorst waarvan één voorwaardelijk. Op 23 januari 2022 scoorde hij zijn eerste doelpunt voor de Deventer club. In de uitwedstrijd tegen Heracles scoorde hij na aangeven van Philippe Rommens de gelijkmaker. In maart besloot Go Ahead Eagles de optie in zijn contract te lichten waardoor zijn contract met een jaar werd verlengd. Lidberg kwam in het seizoen 2021/22 tot 32 wedstrijden waarin hij vier keer wist te scoren. Hij wist dat seizoen met zijn medespelers de halve finale van de KNVB Beker te bereiken waarin thuis met 1-2 verloren werd van de latere winnaar PSV. In zijn tweede seizoen in Deventer speelde hij alleen niet mee in de uitwedstrijd tegen PSV. Hij kwam in het seizoen 2022/23 tot 33 wedstrijden waarin hij zeven doelpunten maakte. Hij eindigde met Go Ahead Eagles op de 10e plaats. In het KNVB Beker was hij in de tweede ronde de matchwinner in de met 0-1 gewonnen uitwedstrijd tegen Heracles. In de 48e minuut maakte hij op aangeven van landgenoot Tesfaldet Tekie het enige doelpunt. In de volgende ronde werd de Trots aan de IJssel uitgeschakeld door ADO Den Haag. Op 28 mei 2023 speelde hij tegen sc Heerenveen zijn laatste wedstrijd voor Go Ahead Eagles.

### FC Utrecht
Op 18 juli 2023 maakte Lidberg de overstap naar FC Utrecht waar hij een contract voor vier seizoenen tekende. Wegens een blessure moest Lidberg de openingswedstrijd van het seizoen tegen PSV aan zich voorbij laten gaan. Tijdens de tweede competitieronde op 20 augustus 2023 kwam hij voor de eerste keer in actie voor de club uit de Domstad. Hij werd in de 79e minuut tijdens de thuiswedstrijd tegen sc Heerenveen door trainer Michael Silberbauer in het veld gebracht voor Victor Jensen. Een week later stond hij in de met 1-0 verloren uitwedstrijd tegen PEC Zwolle voor de eerste keer in het basiselftal. Hij speelde in plaats van Anastasios Douvikas  die met de afronding van zijn transfer naar Celta de Vigo bezig was. Na deze wedstrijd werd trainer Silberbauer ontslagen en kwam Ron Jans als zijn opvolger. In de eerste wedstrijden onder de nieuwe coach raakte Lidberg zijn basisplaats kwijt en kwam een paar wedstrijd alleen als invaller in de ploeg. Na blessureleed maakte Lidberg eind maart 2024 zijn rentree. Vervolgens scoorde hij op 3 april 2024 tweemaal in de met 5-1 gewonnen thuiswedstrijd tegen PEC Zwolle. Ondanks deze doelpunten kon hij onder Jans niet op een vaste basisplaats rekenen. Hij besloot zijn carrière voort te zetten in Duitsland waar hij bij de in de 2. Bundesliga spelende SV Darmstadt 98 terechtkwam.

### SV Darmstadt 98
In de zomer 2024 tekende Lidberg een contract tot 2027 bij de club uit de stad Darmstadt. Op 18 augustus maakte hij in de eerste ronde van de DFB-Pokal zijn eerste speelminuten tijdens de uitwedstrijd tegen de amateurs van Teutonia 05. Trainer Torsten Lieberknecht bracht hem in de 60e minuut in het veld voor Fynn Lakenmacher. Een week later maakte hij tijdens de met 1-1 gelijkgespeelde thuiswedstrijd tegen 1. FC Nürnberg zijn basisdebuut in de competitie. Hij luisterde zijn eerste optreden op door in de 23e minuut zijn eerste doelpunt te maken. Wegens de slechte seizoenstart werd Lieberknecht ontslagen en opgevolgd door Florian Kohfeldt. Ondanks de trainerswissel bleef Lidberg in het basiselftal en maakte hij in de daaropvolgende negen wedstrijden acht doelpunten. Drie hiervan maakte hij in de met 3-5 gewonnen uitwedstrijd tegen Schalke 04. Rondom de winterstop moest hij vier wedstrijden missen vanwege een spierblessure.

## Clubstatistieken
| Seizoen                    | Club             | Land           | Competitie     | Competitie | Competitie | Beker | Beker | Totaal | Totaal |
| Seizoen                    | Club             | Land           | Competitie     | Wed.       | Dlp.       | Wed.  | Dlp.  | Wed.   | Dlp.   |
| -------------------------- | ---------------- | -------------- | -------------- | ---------- | ---------- | ----- | ----- | ------ | ------ |
| 2015                       | Hammarby         | Zweden         | Allsvenskan    | 2          | 0          | 0     | 0     | 2      | 0      |
| 2016                       | Hammarby         | Zweden         | Allsvenskan    | 5          | 0          | 0     | 0     | 5      | 0      |
| 2016                       | → Enskede        | Zweden         | Ettan Norra    | 14         | 6          | 0     | 0     | 14     | 6      |
| 2017                       | Hammarby         | Zweden         | Allsvenskan    | 0          | 0          | 0     | 0     | 0      | 0      |
| 2017                       | Åtvidabergs      | Zweden         | Superettan     | 22         | 5          | 1     | 1     | 23     | 6      |
| 2018                       | IK Start         | Noorwegen      | Eliteserien    | 0          | 0          | 0     | 0     | 0      | 0      |
| 2018                       | → FK Jerv        | Noorwegen      | 1. divisjon    | 11         | 1          | 1     | 0     | 12     | 1      |
| 2018                       | → HamKam         | Noorwegen      | 1. divisjon    | 5          | 0          | 0     | 0     | 5      | 0      |
| 2019                       | → Brommapojkarna | Zweden         | Superettan     | 18         | 3          | 1     | 0     | 19     | 3      |
| 2020                       | Gefle IF         | Zweden         | Ettan Norra    | 25         | 19         | 0     | 0     | 25     | 19     |
| 2021                       | Gefle IF         | Zweden         | Ettan Norra    | 12         | 3          | 0     | 0     | 12     | 3      |
| 2021/22                    | Go Ahead Eagles  | Nederland      | Eredivisie     | 32         | 4          | 4     | 2     | 36     | 6      |
| 2022/23                    | Go Ahead Eagles  | Nederland      | Eredivisie     | 33         | 7          | 3     | 1     | 36     | 8      |
| 2023/24                    | FC Utrecht       | Nederland      | Eredivisie     | 20         | 4          | 1     | 1     | 21     | 5      |
| 2024/25                    | SV Darmstadt 98  | Duitsland      | 2. Bundesliga  | 17         | 11         | 3     | 1     | 20     | 12     |
| Carrièretotaal             | Carrièretotaal   | Carrièretotaal | Carrièretotaal | 216        | 63         | 14    | 6     | 230    | 69     |
| Bijgewerkt op 1 maart 2025 |                  |                |                |            |            |       |       |        |        |

## Interlandloopbaan
Lidberg kwam uit voor diverse Zweedse jeugdelftallen waarbij hij met Zweden -19 actief was op een eindtoernooi. Hij speelde in totaal 31 jeugdinterlands voor Zweden waarin hij 16 doelpunten maakte. Hij speelde in deze wedstrijden samen met onder andere Anel Ahmedhodžić, Viktor Gyökeres, Max Svensson en Jesper Karlsson. In november 2024 maakte hij zijn debuut voor Zweden tijdens een wedstrijd voor de Nations League tegen Azerbeidzjan.

### Zweedse jeugdelftallen
Op 27 april 2014 maakte Lidberg  zijn debuut in Zweden -16 tijdens een vierlandentoernooi in Estland. Hij maakte zijn eerste speelminuten in het gele Zweedse shirt tijdens de met 1-4 gewonnen uitwedstrijd tegen Letland. Hij scoorde in de 74e minuut zijn eerste interlanddoelpunt en daarmee het vierde Zweedse doelpunt. Hij was vervolgens actief in Zweden -17 en -18. Met de onder-19 maakte Zweden in 2017 haar debuut op een Europees kampioenschap onder 19. Bondscoach Claes Eriksson selecteerde Lidberg voor zowel de kwalificatiewedstrijden als het eindtoernooi. Tijdens de voorronde scoorde hij in de wedstrijden tegen zowel Moldavië als Servië. Op het toernooi speelde Zweden drie poulewedstrijden waarna de ploeg werd uitgeschakeld. Lidberg kwam tijdens alle wedstrijden in actie. Zijn laatste wedstrijd in een Zweeds jeugdelftal was op 8 juli 2017 op het Europees Kampioenschap onder 19 in Georgië tijdens de met 2-2 gelijk gespeelde poulewedstrijd tegen Portugal.
| Jeugdinterlands van Isac Lidberg voor Zweden | Jeugdinterlands van Isac Lidberg voor Zweden | Jeugdinterlands van Isac Lidberg voor Zweden | Jeugdinterlands van Isac Lidberg voor Zweden | Jeugdinterlands van Isac Lidberg voor Zweden | Jeugdinterlands van Isac Lidberg voor Zweden |
| №                                            | Datum                                        | Wedstrijd                                    | Uitslag                                      | Soort Wedstrijd                              | Doelpunten                                   |
| Als speler bij Onder-16                      | Als speler bij Onder-16                      | Als speler bij Onder-16                      | Als speler bij Onder-16                      | Als speler bij Onder-16                      | Als speler bij Onder-16                      |
| -------------------------------------------- | -------------------------------------------- | -------------------------------------------- | -------------------------------------------- | -------------------------------------------- | -------------------------------------------- |
| 1.                                           | 27 April 2014                                | Letland – Zweden                             | 1 – 4                                        | Vriendschappelijk                            | 1                                            |
| 2.                                           | 28 April 2014                                | Zweden – Rusland                             | 2 – 0                                        | Vriendschappelijk                            | 0                                            |
| 3.                                           | 30 April 2018                                | Finland – Zweden                             | 2 – 3                                        | Vriendschappelijk                            | 1                                            |
| 4.                                           | 28 juli 2014                                 | Finland – Zweden                             | 0 – 1                                        | Vriendschappelijk                            | 0                                            |
| 5.                                           | 29 juli 2014                                 | Zweden – IJsland                             | 1 – 0                                        | Vriendschappelijk                            | 0                                            |
| 6.                                           | 31 juli 2014                                 | Engeland – Zweden                            | 0 – 3                                        | Vriendschappelijk                            | 0                                            |
| 7.                                           | 2 augustus 2014                              | Noorwegen – Zweden                           | 0 – 2                                        | Vriendschappelijk                            | 1                                            |
| Als speler bij Onder-17                      |                                              |                                              |                                              |                                              |                                              |
| 1.                                           | 25 september 2014                            | Letland – Zweden                             | 1 – 2                                        | EK-kwalificatie                              | 1                                            |
| 2.                                           | 11 februari 2015                             | Denemarken – Zweden                          | 1 – 1                                        | Vriendschappelijk                            | 0                                            |
| 3.                                           | 13 februari 2015                             | Polen – Zweden                               | 4 – 0                                        | Vriendschappelijk                            | 0                                            |
| 4.                                           | 15 februari 2015                             | Zweden – Noorwegen                           | 4 – 1                                        | Vriendschappelijk                            | 2                                            |
| 5.                                           | 20 maart 2015                                | Spanje – Zweden                              | 2 – 0                                        | EK-Kwalificatie                              | 0                                            |
| 6.                                           | 22 maart 2015                                | Zweden – Frankrijk                           | 1 – 7                                        | EK-Kwalificatie                              | 1                                            |
| 7.                                           | 25 maart 2015                                | Zweden – Israël                              | 2 – 0                                        | EK-Kwalificatie                              | 0                                            |
| 8.                                           | 6 oktober 2015                               | Roemenië – Zweden                            | 2 – 2                                        | Vriendschappelijk                            | 1                                            |
| 9.                                           | 8 oktober 2015                               | Roemenië – Zweden                            | 2 – 1                                        | Vriendschappelijk                            | 1                                            |
| Als speler bij Onder-18                      |                                              |                                              |                                              |                                              |                                              |
| 1.                                           | 31 mei 2016                                  | Zweden – Hongarije                           | 0 – 0                                        | Vriendschappelijk                            | 0                                            |
| 2.                                           | 4 juni 2016                                  | Zweden – Ierland                             | 4 – 1                                        | Vriendschappelijk                            | 2                                            |
| 3.                                           | 4 september 2016                             | Noorwegen – Zweden                           | 2 – 6                                        | Vriendschappelijk                            | 2                                            |
| 4.                                           | 6 september 2016                             | Denemarken – Zweden                          | 1 – 3                                        | Vriendschappelijk                            | 0                                            |
| 5.                                           | 4 oktober 2016                               | Schotland – Zweden                           | 2 – 0                                        | Vriendschappelijk                            | 0                                            |
| 6.                                           | 6 oktober 2016                               | Schotland – Zweden                           | 1 – 2                                        | Vriendschappelijk                            | 1                                            |
| Als speler bij Onder-19                      |                                              |                                              |                                              |                                              |                                              |
| 1.                                           | 9 november 2016                              | Malta – Zweden                               | 0 – 4                                        | EK-Kwalificatie                              | 0                                            |
| 2.                                           | 11 november 2016                             | Zweden – Moldavië                            | 1 – 0                                        | EK-Kwalificatie                              | 1                                            |
| 3.                                           | 14 november 2016                             | Servië – Zweden                              | 2 – 3                                        | EK-Kwalificatie                              | 1                                            |
| 4.                                           | 23 maart 2017                                | Zweden – België                              | 1 – 2                                        | EK-Kwalificatie                              | 0                                            |
| 5.                                           | 25 maart 2017                                | Zweden – Ierland                             | 3 – 0                                        | EK-Kwalificatie                              | 0                                            |
| 6.                                           | 28 maart 2017                                | Italië – Zweden                              | 0 – 1                                        | EK-Kwalificatie                              | 0                                            |
| 7.                                           | 2 juli 2017                                  | Zweden – Tsjechië                            | 1 – 2                                        | EK-2017                                      | 0                                            |
| 8.                                           | 5 juli 2017                                  | Georgië – Zweden                             | 2 – 1                                        | EK-2017                                      | 0                                            |
| 9.                                           | 8 juli 2017                                  | Portugal – Zweden                            | 2 – 2                                        | EK-2017                                      | 0                                            |

### Zweden
In november 2024 werd Liberg als vervanger van de geblesseerde Hugo Bolin door bondscoach Jon Dahl Tomasson geselecteerd voor de wedstrijden in de Nations League tegen Slowakije en Azerbeidzjan. Hij kwam alleen in actie tijdens de met 6-0 gewonnen thuiswedstrijd tegen Azerbeidzjan. De Deense bondscoach bracht hem in de 89e minuut in de Strawberry Arena in de ploeg voor Viktor Gyökeres.

| Interlands van Isac Lidberg voor Zweden | Interlands van Isac Lidberg voor Zweden | Interlands van Isac Lidberg voor Zweden | Interlands van Isac Lidberg voor Zweden | Interlands van Isac Lidberg voor Zweden | Interlands van Isac Lidberg voor Zweden |
| №                                       | Datum                                   | Wedstrijd                               | Uitslag                                 | Soort Wedstrijd                         | Doelpunten                              |
| --------------------------------------- | --------------------------------------- | --------------------------------------- | --------------------------------------- | --------------------------------------- | --------------------------------------- |
| 1.                                      | 19 november 2024                        | Zweden – Azerbeidzjan                   | 6 – 0                                   | Nations League 2024/25 (Divisie C)      |                                         |

## Persoonlijk
Isac is de zoon van voormalig worstelaar Martin Lidberg. Zijn vader is een van de beste Zweedse worstelaars aller tijden en heeft in totaal zes WK- en EK-medailles op zijn naam staan. Tevens geniet hij bekendheid in Zweden vanwege zijn overwinning in het tv-programma Lets Dance (Dancing with the Stars) en zijn deelname aan het Eurovisiedansfestival 2007. Zijn oom Jimmy Lidberg won als worstelaar een bronzen medaille op de Olympische Spelen van 2012. In zijn vroege jeugd worstelde Isac naast het voetballen. Na een paar gewonnen wedstrijden koos hij uiteindelijk voor het voetballen.